# Stanley Ho
Pour les articles homonymes, voir Ho.
Stanley Ho, de son vrai nom Ho Hung-sun (何鴻燊 en chinois), né à Hong Kong le 25 novembre 1921 et mort le 26 mai 2020 dans la même ville, est un homme d'affaires et magnat sino-portugais, surnommé le « roi des casinos ». Principal acteur du développement de l'industrie des jeux d'argent à Macao (en), il a obtenu un monopole lucratif sur les casinos dans les années 1960, qu'il a conservé pendant plusieurs décennies grâce à sa société SJM Holdings. Cette position dominante a largement contribué à faire de Macao une plaque tournante mondiale du jeu.
Il a également diversifié ses activités dans d'autres secteurs tels que l'immobilier, le transport maritime et le tourisme, consolidant son influence économique dans la région Asie-Pacifique. Cependant, son empire a souvent été critiqué pour sa concentration excessive sur les jeux d'argent, une industrie associée à des problèmes sociaux et économiques tels que l'endettement et le blanchiment d'argent. Par ailleurs, il a été soupçonné d'entretenir des liens avec des organisations criminelles, bien que ces accusations n'aient jamais conduit à des condamnations judiciaires.

## Biographie

### Origines et formation
Né dans la colonie britannique de Hong Kong, Stanley Ho est d'ascendance chinoise, juive-néerlandaise et anglaise. Il descend de son arrière-grand-père, Charles Henry Maurice Bosman (1839-1892), est d'ascendance juive néerlandaise, et de sa maîtresse chinoise Sze Tai (施娣), une femme locale de Bao'an (en) (actuelles villes de Shenzhen et Hong Kong). Son grand-père est Ho Fook (en), le frère de l'homme d'affaires Robert Hotung:187,195. Il est le neuvième des treize enfants de Ho Sai-kwong (何世光).
Il étudie au Queen's College (en) de Hong Kong, où il fréquente une Classe D - le niveau de classe le plus bas dans le système scolaire hongkongais de l'époque - en raison de résultats scolaires insatisfaisants. Cependant, il reçoit ensuite une bourse pour l'Université de Hong Kong. Il devient le premier étudiant d'une Classe D à se voir attribuer une bourse universitaire mais ses études sont cependant interrompues par le déclenchement de la Seconde Guerre mondiale en 1942. À la suite de l'occupation japonaise de Hong Kong, il part se réfugier dans la colonie portugaise neutre voisine de Macao(p9).

### Carrière
Ho commence à travailler comme employé de bureau dans une société d'import-export japonaise à Macao. Il fait sa première fortune en faisant de la contrebande de biens de luxe et de nourriture(p9) à travers la frontière chinoise depuis Macao pendant la Seconde Guerre mondiale. En 1943, il fonde une société de kérosène et crée une entreprise de construction avec son propre argent.
Avec des associés tels que le magnat de Hong Kong Henry Fok (en), le joueur de Macao Yip Hon (en) et son beau-frère Teddy Yip (en), ils soumissionnent pour des franchises à Macao. En misant haut et en promettant de promouvoir le tourisme et de développer les infrastructures, ils remportent l'appel d'offres public pour la licence de monopole de jeu de hasard de Macao en 1961, pour 410 000 US$, dont 51 000 US$ fournis par Henry Fok, battant les barons des casinos de Macao de longue date, la famille Fu, de 17 000 patacas. En 1961, la société est renommée Sociedade de Turismo e Diversões de Macau, S.A.R.L. (STDM). Fin 1962, Ho ouvre l'Estoril Hotel, le premier complexe de casino de luxe de Macao(p9).
En 1970, il ouvre le Lisboa Casino Hotel (en)(p9). La même année, il crée également Shun Tak Holdings (en), qui est cotée à la Bourse de Hong Kong. Par l'intermédiaire d'une filiale, TurboJET (en), elle possède l'une des plus grandes flottes d'hydroptères à grande vitesse au monde, qui transporte les passagers entre Hong Kong et Macao.
Dans les années 1980, Ho est pionnier dans la pratique de la sous-traitance de salles de jeux privées dans ses casinos à des agents indépendants(p9). La pratique se développe en réponse à la pratique des triades d'acheter des billets d'hydroptère pour les revendre aux touristes(p9). La pratique de Ho se développe comme une alternative, qui permet aux agents des triades d'accéder directement à ses casinos via des commissions sur les ventes de jetons de casino aux joueurs(p9). Cette pratique évolue vers le système contractuel VIP connu sous le nom de junket(p9).
Les investissements de Ho à Macao sont diversifiés. En 1989, après que STDM a pris le contrôle total du Jockey Club de Macao (en), Ho en devient le président et le directeur général. Il ouvre également un casino à Pyongyang en Corée du Nord en 1995(p83). Il a également investi à Hong Kong, au Portugal, au Viêt Nam et aux Philippines. Il parle couramment l'anglais, le chinois, le japonais et le portugais.
En 1998, Ho devient le premier résident macanais vivant à avoir une rue locale nommée en son honneur. Il lance également la première loterie de football et de basketball d'Asie, appelée SLOT.
Il est nommé par le gouvernement canadien, citant le journal Manila Standard, comme ayant un lien avec la triade Kung Lok et comme étant lié à « plusieurs activités illégales » pendant la période 1999-2002. Les liens présumés de Ho avec la criminalité organisée chinoise sont également rapportés par la New Jersey Division of Gaming Enforcement (en), citant un comité du Sénat des États-Unis et plusieurs agences gouvernementales, lorsque l'État enquête sur ses liens avec l'opérateur de casino américain MGM Mirage.
Il perd son monopole le 31 décembre 2001. À partir de là, sa compagnie de jeux doit se confronter à une grande concurrence avec d'autres entreprises, principalement nord-américaines, qui sont entrées à Macao. Il a été la plus riche personne de Macao et l'une des plus riches d'Asie. En 2006, selon le magazine Forbes, il était la 86e plus riche personne au monde, avec environ 6,5 milliards de dollars. Il est l'un des plus grands propriétaires de Macao, et possède également plusieurs propriétés à Hong Kong. Il a développé ses activités dans divers domaines, tels que le divertissement (en incluant le jeu), le tourisme, les transports maritimes et aériens, l'immobilier et les finances.
Il est également le propriétaire de plusieurs établissements de jeux (casinos, entreprises de paris hippiques, de course de lévriers et autres paris sportifs...), d'hôtels, de centres commerciaux (par exemple « New Yaohan » ...) et d'établissements de divertissement (« nightclubs »...). Il possède de nombreuses actions de l'opérateur de service public de télévision Teledifusão de Macau S.A. et de l'opérateur de l'aéroport international de Macao Sociedade do Aeroporto Internacional de Macau S.A.R.L..
Au cours de l'année 2003, ses affaires constituaient environ un tiers du PIB de Macao et environ 30 % des recettes du gouvernement de la Région administrative spéciale. Ses entreprises emploient des dizaines de milliers de salariés. Avec la crise économique de 2008, il perd 89 % de sa fortune, selon Forbes, qui passe de 9 milliards de dollars à 1 milliard de dollars, pour occuper la 19e place parmi les grandes richesses de Hong Kong. En 2020, sa fortune atteint de nouveau 9 milliards de dollars.
En octobre 2021, son nom est cité dans les Pandora Papers.

### Famille

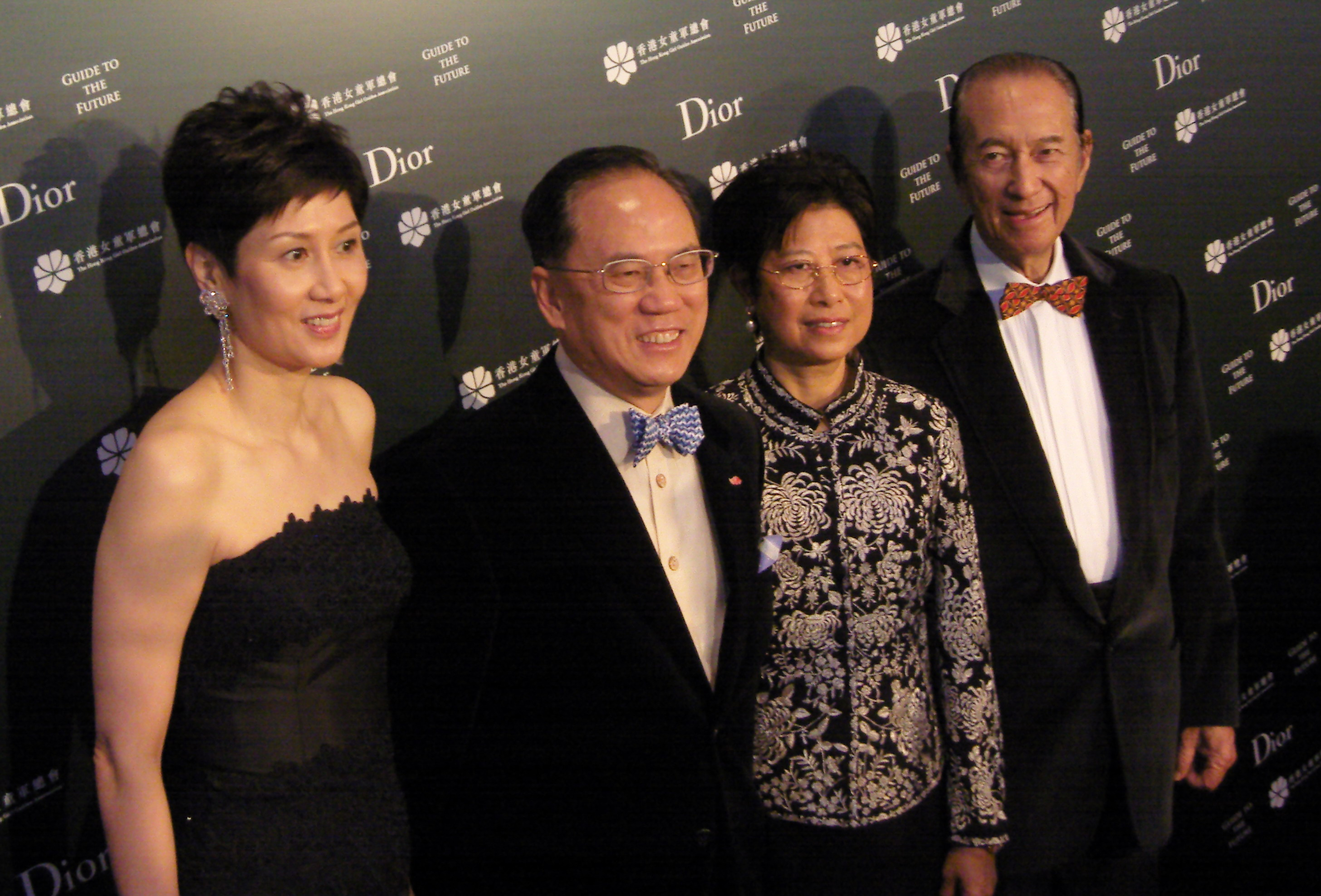
Stanley Ho (à droite) en 2007 avec Donald Tsang (au centre).

Ho a 17 enfants de quatre femmes différentes. Il se réfère aux mères de ses enfants comme ses « épouses ». Certaines formes de polygamie sont en effet légales à Hong Kong jusqu'à leur interdiction en 1971,.
En 1942, il épouse Clementina Ângela Leitão, issue de la prestigieuse famille portugaise Leitão(p9) (chinois:黎登) - son grand-père est avocat et le seul notaire public de Macao à l'époque. Ils ont quatre enfants. Leitão est impliquée dans un accident de la circulation en 1973 et souffre d'une perte partielle de mémoire à la suite de cet cela. En 1981, le fils de Ho et Leitão, Robert, et sa belle-fille Suki Potier (en) meurent dans un accident de voiture. Clementina Leitão Ho décède en 2004 et est enterrée dans le cimetière Saint-Michel Archange (portugais: Cemitério São Miguel Arcanjo).
À la fin des années 1950, Ho rencontre Lucina Azul Jean Ying née Laam King-ying (藍瓊纓) avec qui il entame une relation. Cette union est reconnue à Macao et à Hong Kong à cette époque en raison des décisions héritées du Grand code juridique Qing (en). Cette relation donne naissance à cinq enfants, dont les filles Daisy Ho (en), à qui Ho cède la présidence de SJM, et Pansy Ho, partenaire à 50 % du MGM Macao ; le fils Lawrence Ho, PDG de Melco Crown Entertainment Ltd, une autre société de casinos basée à Macao ; et Josie Ho (何超儀), chanteuse de rock et actrice primée. La famille de Lucina réside désormais au Canada.
Ho entame une relation avec Ina Chan Un Chan (en) en 1985. Cette union n'est pas légitime selon les lois de Hong Kong ou de Macao. L'épouse de Ho, Clementina Leitão, a besoin de soins infirmiers constants après son accident de voiture, et Ina Chan est l'une des infirmières amenées à s'occuper d'elle. Ho et Chan ont trois enfants ensemble : Laurinda Ho, Florinda Ho et Orlando Ho.
En 1988, Ho rencontre Leong On Kei (en) qui est son professeur de danse. Le couple a quatre enfants ensemble : Sabrina Ho (en), Arnaldo Ho, Mario Ho et Alice Ho. Leong est actuellement membre en exercice de l'Assemblée législative de Macao.

### Vie personnelle
Au fil des ans, la danse est devenue l'un des passe-temps préférés de Ho et il excelle dans le tango, le cha-cha-cha et la valse. Il danse souvent pour des collectes de fonds télévisées et sponsorise de nombreuses spectacles de danse à Hong Kong et Macao, notamment le Hong Kong Arts Festival (en) et le Macau Arts Festival, promouvant l'art de la danse. Il invite également des groupes de danse de renommée internationale, comme le Ballet national de Chine, à se produire à Hong Kong et Macao. Ho est un mécène du Ballet de Hong Kong (en), de l'International Dance Teachers Association (en) et est membre de la Royal Academy of Dance (en). L'un des nombreux chevaux de course pur-sang détenus par Ho, Viva Pataca (en), nommé d'après la monnaie de Macao, remporte plusieurs des principales courses de Hong Kong en 2006 et 2007.
Fin juillet 2009, Ho subit une chute à son domicile qui nécessite une intervention chirurgicale au cerveau. Pendant sept mois, il est confiné à l'hôpital adventiste de Hong Kong et, plus tard, au Hong Kong Sanatorium & Hospital (en), période durant laquelle il ne fait qu'une seule apparition publique, le 20 décembre 2009, lorsqu'il se rend à Macao pour rencontrer le président chinois Hu Jintao à l'occasion du 10e anniversaire de la rétrocession de Macao à la Chine. Il sort de l'hôpital le 6 mars 2010 et utilise depuis un fauteuil roulant.

#### Philanthropie
En 2003, Ho fait don d'une tête de sanglier en bronze de la dynastie Qing au Poly Art Museum de Chine, une organisation d'État qui vise à développer, exposer, restaurer et protéger les reliques culturelles chinoises. La tête de sanglier fait partie d'une collection de douze pillées dans le Palais d'été impérial de Pékin en 1860 lorsqu'il est saccagé et incendié par les armées française et britannique. Le 21 septembre 2007, Ho fait don au gouvernement chinois d'une sculpture en bronze de la dynastie Qing représentant une tête de cheval, initialement prise dans l'ancien Palais d'été. Il aurait juste acheté cette sculpture à un homme d'affaires taïwanais pour 8,84 millions US$.

#### Litige Lanceford
Fin janvier 2011, un litige éclate entre ses épouses et ses enfants concernant le transfert de propriété de sa holding privée, Lanceford. Le 27 décembre, la société alloue 9 998 nouvelles actions, représentant 99,98 % de son capital social élargi, à deux sociétés des îles Vierges britanniques : Action Winner Holdings Ltd, entièrement détenue par la troisième épouse, Ina, détenant 50,55 %, et Ranillo Investments Ltd, détenue à parts égales par chacun des cinq enfants de Laam, détenant le solde. Le document d'allocation déposé auprès du Registraire des Sociétés est signé par la fille de Laam, Daisy.
Ho engage des poursuites devant la Haute Cour, nommant ses administrateurs – 11 défendeurs, y compris ses deuxième et troisième épouses, et ses enfants Pansy et Lawrence Ho, alléguant que le groupe a agi « de manière impropre et/ou illégale » en modifiant la structure de l'actionnariat. L'assignation demande une injonction interdisant aux défendeurs de vendre ou de disposer de l'une des 9 998 nouvelles actions de la société. Les deux sociétés des îles Vierges britanniques sont également nommées dans l'assignation. Ho déclare que son intention dès le départ est de diviser ses actifs de manière égale entre ses familles et que les actions des administrateurs de Lanceford éliminent effectivement cette possibilité, selon une déclaration faite par son avocat Gordon Oldham.
Au milieu de la confusion causée par des déclarations contradictoires de Ho et de ses épouses et enfants concernant l'état du litige, Ho, par l'intermédiaire d'Oldham - qui aurait été licencié et réembauché en l'espace de quelques jours - déclare qu'il a été contraint de faire des déclarations publiques et de signer des documents juridiques sans être pleinement informé de leur contenu.

### Décès
Ho est en mauvaise santé dans ses dernières années et reste à l'hôpital après que sa santé se soit détériorée à la suite d'un accident vasculaire cérébral en 2009. Le 25 mai 2020, son état est décrit comme critique, et il décède au Hong Kong Sanatorium & Hospital (en) le 26 mai 2020, vers 13 h, heure locale, à 98 ans.

## Décorations
- Grand-croix de l'ordre du Mérite (Portugal)
- Grand-croix de l'ordre de l'Infant Dom Henri
- Officier de l'ordre de l'Empire britannique
- Chevalier de la Légion d'honneur